# Deucravacitinib
El deucravacitinib, vendido bajo la marca Sotyktu, es un medicamento que se usa para tratar la psoriasis en placas de moderada a grave. No debe usarse con otros inmunosupresores potentes. Se toma por vía oral.
Entre los efectos secundarios más frecuentes se incluyen infecciones de las vías respiratorias superiores, herpes simple, foliculitis y acné, otros efectos secundarios pueden incluir reacciones alérgicas, infecciones, cáncer y descomposición muscular .  No está clara la seguridad de su uso durante el embarazo. No se recomienda su uso en personas con problemas hepáticos significativos. El deucravacitinib es un inhibidor de TYK2 .
El deucravacitinib se aprobó para uso médico en los Estados Unidos en 2022. A partir de 2022, no está aprobado en Europa ni en el Reino Unido. En Estados Unidos cuesta unos 6.200 USD al mes.